# Mithrax holderi
Mithrax holderi är en kräftdjursart som beskrevs av William Stimpson 1871. Mithrax holderi ingår i släktet Mithrax och familjen Mithracidae. Inga underarter finns listade i Catalogue of Life.